# مقاومة مغناطيسية نفقية

مقاومة مغناطيسية نفقية

مقاومة مغناطيسية نفقية  (بالإنجليزية: tunnel magnetoresistance) في الفيزياء هو تأثير مقاومة مغناطيسية يحدث في توصيلات مغناطيسية نفقية، والنفقية هنا يرجع إلى نفق ميكانيكا الكم الذي تفسره ميكانيكا الكم . أي أن تأثير المقاومة المغناطيسية النفقية هو تاثير كمومي لا تستطيع تفسيره الميكانيكا التقليدية وتفسره نظرية الكم.
وتتكون هذه المقاومة من طبقتين مغناطيسيتين حديديتين وبينهما طبقة رقيقة جدا من مادة عازلة . فعندما تصل سمك الطبقة الرقيقة عدة نانومتر فيمكن للإلكترونات الانتقال بين المغناطيسين طبقا لظاهرة نفق ميكانيكا الكم .

## خصائصها
عند تطبيق مجال مغناطيسي خارجي على تلك العينة يمكن ضبط اتجاه المغناطيسية في أي من الطبقتين المغناطيسيتين بدون إلزام للطبقة الأخرى . فعندما تكون الطبقتان المغناطيسيتان في اتجاه واحد يكون احتمال مرور إلكترونات بين الطبقتين كبير متخللا الطبقة العازلة ، وإذا كان اتجاه المغناطيسية في الطبقتين المغناطيسيتين معكوسا يقل التيار المار بينهما. بذلك يمكن أن تتغير المقاومة بالنسبة للتيار الكهربائي بين 0 و 1 .

## تاريخها
اكتشفها الفيزيائي الفرنسي جوليير عام 1975 في توصيلات الحديد/جرمانيوم-الأكسجين/الكوبلت عند درجة حرارة 2و4 كلفن.
 
وحيث أن كان التغير في المقاومة بنسبة 1 % فقط عند درجة حرارة الغرفة فلم يحظى التأثير بانتباه كبير.  وفي عام 1991 وجد العفيزيائي الياباني ميازاكي من جامعة توهوكو تأثير بنسبة 7و2% في درجة حرارة الغرفة ، ثم في عام 1994  تأثير بالغ وصل إلى 18% في درجة حرارة الغرفة  ، وكانت عبارة عن طبقتين من الحديد تفصلهما طبقة رقيقة من مادة عازلة من أكسيد الألمونيوم. 
 
وتبلغ أكبر التأثيرات المعينة لتوصيلات تقوم علي استخدام أكسيد الألمونيوم حتى الآن  نحو 70 % عند درجة حرارة الغرفة .

## تطبيقاتها
تعمل رؤوس القراءة التي تقوم بقراءة المعلومات على الأقراص الصلبة  الحديثة باستخدام المقاومة المغناطيسية النفقية. كما يوجد نوع جديد من الذاكرة MRAM يعمل بواسطة المقاومة المغناطية النفقية ، وكذلك تستخدم في الحساسات مثلما في أنظمة الكبح الحديثة في السيارات .

## اقرأ أيضا
- قرص صلب
- تأثير مقاومة مغناطيسية كبرى

## وصلات خارجية
- 15 سنة من تاريخ القرص الصلب: الإتّساع سبق الأداء في موقع Tom's Hardware.